# 14 августа
14 августа — 226-й день года (227-й в високосные годы) по григорианскому календарю.
До конца года остаётся 139 дней.
До 15 октября 1582 года — 14 августа по юлианскому календарю, с 15 октября 1582 года — 14 августа по григорианскому календарю.
В XX и XXI веках соответствует 1 августа по юлианскому календарю.

## Праздники и памятные дни
См. также: Категория:Праздники 14 августа

### Общественные
- Международный день ящерицы[2]

### Национальные
- Республика Абхазия — День памяти защитников отечества.
- Иран — День исламского сопротивления.
- Пакистан — День независимости.
- Португалия — День рождения португальской корриды[3].

### Религиозные
Православие
- Происхождение (изнесение) Честных Древ Животворящего Креста Господня;
- Празднество Всемилостивому Спасу и Пресвятой Богородице (1164);
- память семи мучеников Маккавеев: Авима, Антонина, Гурия, Елеазара, Евсевона, Алима и Маркелла, матери их мученицы Соломонии (Саломии) и учителя их мученика Елеазара (166 г. до н. э.);
- обретение мощей преподобной Софии Суздальской (1995);
- память мучеников в Пергии Памфилийской: Леонтия, Аттия, Александра, Киндея, Минсифея, Кириака, Минеона, Катуна и Евклея (III в.)[6];
- память священномученика Димитрия Павского, пресвитера (1937).

### Именины
Православные (дата дана по новому стилю):
- Мужские:
  - Авим — мученик Авим Маккавей.
  - Александр — мученик Александр Пергийский (Памфилийский).
  - Алим — мученик Алим Маккавей.
  - Антонин — мученик Антонин Маккавей.
  - Аттий (Аттик) — мученик Аттий Пергийский (Памфилийский).
  - Гурий (Гурьян, Гур) — мученик Гурий Маккавей.
  - Димитрий — священномученик Димитрий (Павский).
  - Евклей — мученик Евклей.
  - Евсевон (Евсевий, Евсей, Авсей, Асей) — мученик Евсевон Маккавей.
  - Елеазар (Елизар, Елиезер — мученик Елеазар, мученик Елеазар Иерусалимский, мученик Елеазар Маккавей.
  - Катун — мученик Катун Пергийский (Памфилийский).
  - Киндей — мученик Киндей Пергийский (Памфилийский).
  - Кириак (Кирьяк) — мученик Кириак Пергийский (Памфилийский).
  - Кирик — мученик Кирик.
  - Леонтий (Леонт) — мученик Леонтий Пергийский (Памфилийский).
  - Маркелл (Маркел) — мученик Маркелл Маккавей.
  - Минеон — мученик Минеон Пергийский (Памфилийский).
  - Минсифей — мученик Минсифей Пергийский (Памфилийский).
  - Папа (Папий, Паппа, Паппий) — мученик Папа Новый.
  - Полиевкт (Полиект, Полуект, Полуэкт) — мученик Полиевкт.
  - Тимофей — Тимофей, епископ Проконесский.
  - Феодор (Фёдор) — мученик Феодор.
- Женские:
  - Елеса — преподобномученица Елеса Кифирская.
  - Саломия, Соломония — мученица Соломония (Саломия) Маккавей.
  - София — преподобная София Суздальская (обретение мощей).

## События
См. также: Категория:События 14 августа

### До XIX века
- 1040 — Макбет убил своего двоюродного брата, короля Шотландии Дункана, в битве при Элгине и стал новым королём.
- 1385 — великий князь литовский Ягайло заключил Кревскую унию с Польшей об объединении земель.
- 1457 — в Майнце изготовлена Псалтырь — первая печатная книга, на которой указаны имена издателей.
- 1553 — схваченный по приказу Кальвина в Женеве испанский врач и мыслитель Мигель Сервет предстал перед судом по обвинению в ереси.
- 1590 — шведским королём выделены значительные земли Швеции новгородскому дворянину Фёдору Баранову, заложившему начало роду Фон Барановых.
- 1619 — в Вирджинии приняты первые в Северной Америке законы против пьянства — запрещено выращивать виноград.
- 1775 — по императорскому повелению ликвидирована Запорожская Сечь.
- 1790 — между Россией и Швецией заключён Верельский мир. Этот договор официально завершил Русско-шведскую войну 1788—1790 годов.

### XIX век
- 1812 — бой под Красным.
- 1822 — издан указ о запрещении в России тайных обществ и закрытии масонских лож и взятие со всех чиновников подписки о непринадлежности к тайным обществам.
- 1834 — в Англии введены работные дома для бедняков.
- 1848 — в Канаде отменено положение, по которому английский признавался единственным государственным языком.
- 1850 — амурская экспедиция под руководством Геннадия Ивановича Невельского подняла русский флаг на мысе Куегда. Был основан Николаевский пост (ныне город Николаевск-на-Амуре), и Невельской по своей инициативе объявил о присоединении к России Приамурского края и Сахалина.
- 1877 — законом впервые ограничен отстрел канадских бизонов с поездов.
- 1880 — завершено строительство Кёльнского собора.
- 1888 — американский инженер Оливер Шелленбергер патентует электрический счётчик.
- 1893 — полицейский префект Парижа Луи Лепин вручает первые водительские права оставшемуся неизвестным для истории автомобилисту.

### XX век
- 1904 — бой Владивостокского отряда крейсеров с японской эскадрой в Корейском проливе.
- 1908 — в Фолкстоне (Англия) проведён один из первых международных конкурсов красоты.
- 1914
  - Первым Георгиевским крестом в ходе первой мировой войны награждён донской казак из хутора Нижний Калмыкос станицы Усть-Хопёрской Козьма Крючков.
  - Французское наступление в Лотарингии. Французские войска пытались вторгнуться в Германию, но потерпели поражение и отступили к Парижу.
  - Во Львове создана Главная Украинская Рада.
- 1917 — решением Временного правительства Николай Романов вместе с семьёй отправлен на поселение в Тобольск.
- 1919
  - Началась Актюбинская операция по разгрому южной армии Колчака (гражданская война в России) силами Туркестанского фронта под командованием М. В. Фрунзе.
  - Белогвардейское правительство Северо-Западной России признало независимость Эстонии.
  - Опубликована и вступила в силу Веймарская конституция Германии.
- 1920
  - Чехословакия и КСХС создали Малую Антанту (вскоре к ним присоединилась Румыния).
  - В Антверпене состоялась торжественная церемония открытия Седьмых Олимпийских игр (на самом деле соревнования шли с июля).
- 1921 — после изгнания из Тувы частями Красной Армии и местными партизанами белогвардейцев на Всетувинском учредительном хурале провозглашена Танну-Тувинская Народная Республика (столица Кызыл), с 1926 — Тувинская Народная Республика, c 1944 — в составе СССР как Тувинская автономная область, с 1961 — Тувинская АССР, с 1991 — Республика Тыва в составе РФ.
- 1930 — принято постановление ЦИК и СНК СССР «О всеобщем обязательном начальном обучении».
- 1935 — в США введена система социального страхования (помощи безработным).
- 1936 — впервые на Олимпийских играх представлен баскетбол.
- 1941 — подписание Великобританией и США Атлантической хартии.
- 1942 — нацистами уничтожено Ганцевичское гетто.
- 1943 — подписан приказ о создании лаборатории № 2 АН СССР в Казани во главе с профессором Игорем Васильевичем Курчатовым. Лаборатория стала впоследствии Институтом атомной энергии имени И. В. Курчатова (ныне научный центр «Курчатовский институт»).
- 1944 — образованы Владимирская и Тюменская области.
- 1945 Альфред Эйзенштадт. Поцелуй в день победы над Японией. Нью-Йорк, Таймс-сквер, 14 августа 1945 г.
  - В Москве подписан советско-китайский договор о дружбе и союзе сроком на 30 лет. Китай представляло правительство Чан Кайши.
  - Император Японии Хирохито издал указ о безоговорочной капитуляции Японии.
- 1946 — ЦК ВКП(б) приняло Постановление «О журналах „Звезда“ и „Ленинград“».
- 1947 — Пакистан стал независимым государством.
- 1952 — французский экономист А. Сови первым использовал выражение «Третий мир» в отношении развивающихся стран.
- 1957 — за антисоветскую пропаганду арестован историк, преподаватель МГУ Лев Краснопевцев.
- 1958
  - Учреждены почётные звания «Заслуженный лётчик-испытатель СССР» и «Заслуженный штурман-испытатель СССР».
  - Страны НАТО сняли ряд ограничений на торговлю с СССР и его союзниками.
  - Катастрофа L-1049 под Шанноном, 99 погибших.
- 1961 — постановлением Святейшего Патриарха Алексия I и Священного Синода иеромонаху Алексию (будущему Патриарху Алексию II) определено быть епископом Таллинским и Эстонским с поручением временного управления Рижской епархией.
- 1967 — постановление ЦК КПСС «О мерах по дальнейшему развитию общественных наук и повышению их роли в коммунистическом строительстве»[8].
- 1969 — в Северную Ирландию введены британские войска с целью прекращения столкновений между протестантами и католиками.
- 1971 — Бахрейн провозгласил независимость после 110-летнего существования в качестве британской колонии.
- 1972 — катастрофа Ил-62 в Кёнигс-Вустерхаузене — крупнейшая авиакатастрофа в Германии.
- 1973 — в Пакистане принята конституция.
- 1980 — в Польше создан профсоюз «Солидарность».
- 1981 — папа римский Иоанн Павел II покинул госпиталь после трёх месяцев, проведённых там из-за покушения на него.
- 1984 — фирма «IBM» выпустила «PC DOS 3.0».
- 1985 — за 47,5 миллиона долларов Майкл Джексон купил у компании «ATV Music Publishing» права на песни The Beatles.
- 1986
  - ЦК КПСС постановил прекратить работы по переброске сибирских рек.
  - Впервые на советском телевидении состоялась трансляция гонки чемпионата мира Формулы-1, с Гран-при Венгрии 1986 года.
- 1992
  - Борис Ельцин подписал указ, который дал старт чековой приватизации в России.
  - Грузинская армия вступает на территорию Абхазии. Начало грузино-абхазской войны.
- 1994 — телескоп Хаббл сфотографировал кольца Урана.

### XXI век
- 2003 — авария в энергосистеме в США и Канаде. Около 55 млн человек осталось без электричества.
- 2004 — 19-летний американец Майкл Фелпс выиграл своё первое в карьере олимпийское золото, победив на дистанции 400 м комплексным плаванием на Играх в Афинах.
- 2005 — Катастрофа Boeing 737 под Афинами — крупнейшая в Греции (121 погибший).
- 2007
  - С помощью европейской РН Ариан 5ECA с космодрома Куру во Французской Гвиане был осуществлён запуск двух телекоммуникационных спутников американского SpaceWay F3 и японского BSat-3a.
  - Взрывы в езидских общинах Ирака[англ.], 796 жертв.
- 2009 — на стратегической российской подлодке К-496 «Борисоглебск» проекта 667БДР спущен Андреевский флаг.
- 2013
  - Катастрофа A300 под Бирмингемом, погибли 2 человека.
  - Начало работы кроссплатформеного мессенджера Telegram.
- 2016 — южноафриканский бегун Уэйд ван Никерк в финале Олимпийских игр в Рио-де-Жанейро установил мировой рекорд на дистанции 400 метров (43,03 сек), прежний держался с 1999 года.
- 2023 — взрыв на АЗС в Махачкале, 35 погибших, около 100 пострадавших.

## Родились
См. также: Категория:Родившиеся 14 августа

### До XVIII века
- 1540 — Магнус (ум. 1583), король Ливонии (1570—1577).
- 1688 — Фридрих Вильгельм I (ум. 1740), король Пруссии (1713—1740).

### XVIII век
- 1714 — Клод Жозеф Верне (ум. 1789), французский пейзажист-маринист.
- 1742 — Пий VII (в миру Грегорио Луиджи Барнаба Кьярамонти; ум. 1823), 251-й папа римский (1800—1803).
- 1758 — Карл Верне (настоящее имя Антуан-Шарль-Гораций Верне; ум. 1836), французский карикатурист и баталист, художник-историограф Наполеоновской армии.
- 1777 — Ханс Кристиан Эрстед (ум. 1851), датский физик.
- 1787 — Николай Греч (ум. 1867), русский писатель, филолог, издатель, редактор.
- 1790 — Василий Глинка (ум. 1831), русский архитектор, мастер классицизма, академик архитектуры ИАХ.
- 1794 — Михал Балинский (ум. 1864), польский историк.

### XIX век
- 1824 — Артур Хобрехт (ум. 1912), прусский политик и государственный деятель.
- 1851 — Док Холлидей (ум. 1887), американский зубной врач, азартный игрок, один из наиболее известных ганфайтеров Дикого Запада.
- 1860 — Эрнест Сетон-Томпсон (ум. 1946), канадский писатель, автор произведений о животных.
- 1865 — Дмитрий Мережковский (ум. 1941), русский писатель, поэт и критик, эмигрант.
- 1867 — Джон Голсуорси (ум. 1933), английский прозаик, драматург, публицист и поэт, лауреат Нобелевской премии по литературе (1932).
- 1875 — Мстислав Добужинский (ум. 1957), русский художник, эмигрант.
- 1885 — Владимир Бахметьев (ум. 1963), русский советский писатель, литературный критик.
- 1886 — Артур Джеффри Демпстер (ум. 1950), канадский физик и химик, построивший первые масс-спектрометр (1918) и масс-спектрограф с двойной фокусировкой.
- 1900 — Тамара Церетели (ум. 1968), советская эстрадная певица (контральто).

### XX век
- 1901 — Франц Конвичный (ум. 1962), немецкий дирижёр.
- 1903 — Александр Хряков (ум. 1976), советский архитектор.
- 1907 — Борис Ананьев (ум. 1972), советский психолог.
- 1911 — Василий Тимченко (ум. 1997), подполковник Советской армии, Герой Советского Союза (24.05.1945).
- 1921 — Джорджо Стрелер (ум. 1997), итальянский театральный режиссёр.
- 1923 — Эдуард Кандель (ум. 1990), советский врач-нейрохирург, лауреат Государственной премии СССР.
- 1926 — Рене Госинни (ум. 1977), французский сценарист, издатель журнала «Пилот».
- 1928 — Лина Вертмюллер (ум. 2021), итальянский кинорежиссёр, сценарист и драматург.
- 1929 — Алимпий (ум. 2003), старообрядческий митрополит Московский и всея Руси.
- 1933 — Рихард Эрнст (ум. 2021), швейцарский химик, лауреат Нобелевской премии (1991).
- 1936 — Аурора Клавель (ум. 2025), мексиканская актриса театра и кино.
- 1938 — Беата Тышкевич, польская киноактриса.
- 1940 — Макар Алпатов (ум. 2024), советский и российский певец, театральный режиссёр и сценарист.
- 1941 — Дэвид Кросби (ум. 2023), американский гитарист, певец и автор песен.
- 1943 — Джон Эндрю Макбрайд (р. 2024), астронавт США, полковник ВМС, Совершил один космический полёт (1984).
- 1944 — Гопал Кришна Госвами (имя при рождении Гопал Кришна Кханна ум. 2024), индийский кришнаитский гуру, один из духовных лидеров Международного общества сознания Кришны.
- 1945
  - Вим Вендерс, немецкий кинорежиссёр, фотограф, сценарист, продюсер.
  - Стив Мартин, американский актёр-комик, лауреат премии «Оскар».
- 1947 — Даниэла Стил, американская писательница.
- 1952
  - Алекс ван Вармердам, голландский актёр и кинорежиссёр.
  - Дебби Мейер, американская пловчиха, трёхкратная олимпийская чемпионка (1968).
- 1957 — Лев Вершинин, советский, израильский и украинский писатель, политолог, историк.
- 1958 — Михаил Ширвиндт, российский телеведущий.
- 1959
  - Марша Гей Харден, американская актриса, обладательница премии «Оскар».
  - Мэджик Джонсон, американский баскетболист, 5-кратный чемпион НБА, олимпийский чемпион (1992).
- 1960 — Сара Брайтман, английская певица и актриса.
- 1961 — Сьюзан Олсен, американская актриса и певица.
- 1962
  - Икилилу Дуанин, коморский политик, президент Комор (2011—2016).
  - Алёна Свиридова, певица, заслуженная артистка России.
- 1963 — Эммануэль Беар, французская киноактриса.
- 1966 — Хэлли Берри, американская киноактриса и модель, обладательница премии «Оскар».
- 1968
  - Кэтрин Белл, американская киноактриса.
  - Дженнифер Флавин, американская актриса, фотомодель и бизнесвумен, жена актёра Сильвестра Сталлоне.
- 1972 — Лоран Ламот, гаитянский политик, премьер-министр Гаити (2012—2014).
- 1973 — Джей-Джей Окоча, нигерийский футболист, олимпийский чемпион (1996)
- 1978 — Кейт Ричи, австралийская актриса.
- 1979 — Денис Лебедев, российский боксёр-профессионал, чемпион мира.
- 1981 — Наталья Карпа, певица, заслуженная артистка Украины.
- 1982 — Ирина Медведева, белорусская и российская актриса и певица.
- 1983 — Мила Кунис, американская киноактриса.
- 1984
  - Николетт ван Дам, нидерландская актриса, фотомодель, журналистка, телеведущая и певица.
  - Джорджо Кьеллини, итальянский футболист, чемпион Европы (2020).
- 1985
  - Эшлинн Брук, американская фотомодель и актриса.
  - Ши Уэбер, канадский хоккеист, защитник, двукратный олимпийский чемпион (2010, 2014), чемпион мира (2007).
- 1986 — Габриэлла Сабо, венгерская гребчиха-байдарочница, трёхкратная олимпийская чемпионка.
- 1989
  - Торстен Маргис, немецкий бобслеист, разгоняющий, 4-кратный олимпийский чемпион.
  - Андер Эррера, испанский футболист баскского происхождения.
- 1990 — Жаклин Сведберг, американская фотомодель и актриса.
- 1991
  - Наталья Гантимурова, российская супермодель, «Мисс Россия 2011».
  - Дарья Русакова, российская певица и актриса.
- 1994 — Elvira T, российская певица и композитор.

## Скончались
См. также: Категория:Умершие 14 августа

### До XX века
- 582 — Тиберий II Константин, византийский император (с 578).
- 1167 — Райнальд фон Дассель (р. ок. 1120), архиепископ Кёльнский (с 1185), архиканцлер Италии.
- 1433 — Жуан I Великий (р. 1357), король Португалии (с 1385), положивший начало Ависской династии.
- 1464 — Пий II (в миру Энеа Сильвио Бартоломео Пикколомини; р. 1405), 210-й Папа Римский (1458—1464).
- 1841 — Иоганн Фридрих Гербарт (р. 1776), немецкий психолог и педагог, основоположник формальной эстетики.
- 1852 — Свейнбъёрн Эгилссон (р. 1791), исландский богослов, педагог, переводчик и поэт.

### XX век
- 1922 — Альфред Нортклифф (р. 1865), английский издатель, основатель газеты «Дейли мейл», барон.
- 1939
  - Леопольд Авербах (р. 1903), советский литературный критик.
  - Исаак Бродский (р. 1883), художник, заслуженный деятель искусств РСФСР.
- 1941 — Максимилиан Кольбе (р. 1894), польский священник-францисканец, святой мученик.
- 1942 — погибли Мария Поливанова (р. 1922) и Наталья Ковшова (р. 1920), советские снайперы, Герои Советского Союза (обе посмертно).
- 1951 — Уильям Рэндольф Херст (р. 1863), американский газетный магнат.
- 1954 — Хуго Эккенер (р. 1868), немецкий инженер, помощник Фердинанда Цеппелина.
- 1956 — Бертольт Брехт (р. 1898), немецкий драматург, поэт, прозаик, театральный деятель.
- 1958 — Фредерик Жолио-Кюри (р. 1900), французский физик, лауреат Нобелевской премии по химии (1935).
- 1961 — Надежда Обухова (р. 1886), оперная певица (меццо-сопрано), народная артистка СССР.
- 1970 — Вано Мурадели (р. 1908), советский композитор, дирижёр, народный артист СССР.
- 1977 — Александр Лурия (р. 1902), советский психолог, основатель нейропсихологии.
- 1979 — Михаил Огоньков (р. 1932), советский футболист, олимпийский чемпион (1956).
- 1981 — Карл Бём (р. 1894), австрийский дирижёр.
- 1984 — Джон Бойнтон Пристли (р. 1894), английский писатель и драматург.
- 1987 — Винсент Персикетти (р. 1915), американский композитор, пианист и музыкальный педагог.
- 1988 — Энцо Феррари (р. 1898), итальянский автомобилестроитель и автогонщик.
- 1992 — Тони Уильямс (р. 1928), американский певец, ведущий вокалист группы «The Platters».
- 1994 — Элиас Канетти (р. 1905), австрийский писатель, лауреат Нобелевской премии (1981).
- 1996 — Серджу Челибидаке (р. 1912), немецкий дирижёр румынского происхождения.

### XXI век
- 2003
  - Лев Кербель (р. 1917), советский и российский скульптор, вице-президент АХ СССР и РАХ (1988—2003).
  - Хельмут Ран (р. 1929), немецкий футболист, чемпион мира (1954).
- 2004 — Чеслав Милош (р. 1911), польский поэт, лауреат Нобелевской премии (1980).
- 2007 — Тихон Хренников (р. 1913), глава Союза композиторов СССР (1948—1991), народный артист СССР.
- 2009 — Герольф Штайнер (р. 1908), немецкий зоолог.
- 2012 — Сергей Капица (р. 1928), советский и российский учёный-физик, просветитель, телеведущий.
- 2014 — Сергей Медынский (р. 1922), советский и российский кинооператор-документалист, педагог.
- 2018 — Эдуард Успенский (р. 1937), советский и российский писатель, автор книг для детей, телеведущий.
- 2020 — Валентина Легкоступова (р. 1965), советская и российская эстрадная певица, заслуженная артистка РФ.

## Приметы
Медовый Спас. Первый Спас, Мокрый Маккавей, Маковей.
- Праздник, с которым связывают окончание лета. Это день пчеловодов. Пасечники заламывают в ульях первые медовые соты. Строгим блюстителям обычаев и постникам только теперь разрешается есть мёд. Первый добытый мёд полагается освятить в церкви. На первый Спас и нищий медку попробует.
- В большинстве районов начинался ранний посев озимой ржи. В сырую погоду и в дождь не должно сеять рожь. Если во время созревания малины первые ягоды бывают крупные, рожь следует сеять раньше; при мелких же ягодах — средний или поздний посев ржи лучше. На Первый Спас защипывай горох. Поспевает малина. Начинается заготовка лесной малины, ягод черёмухи. Дождь на Макавея — мало пожаров бывает. На Макавея собирают мак.
- Первый Спас — начало Успенского поста (до 28 августа), о котором говорят: Спасовка — лакомка, а Петровка (Петровский пост) — голодовка. На Первый Спас отлетают ласточки и стрижи. Отцветают розы, падают холодные росы. Этот день ещё называли Мокрым Спасом, повсеместно шли крёстные ходы на воду, а после водосвятия купаются сами и последний раз в этом году купают весь домашний скот. На Первый Спас святи колодцы.
- Тем, кто опасается ведьм: в этот день нужно собрать семена дикого мака и обсыпать ими дом — ни одна ведьма в дом не проникнет.